# Deporteringen af Ingermanland-finner
Deporteringen af Ingermanland-finner var en række massedeportationer af den Ingermanland-finske befolkning af sovjetiske myndigheder. Deportationer fandt sted fra slutningen af 1920'erne til slutningen af 2. verdenskrig.

## Baggrund
Lutheranske finner havde boet i Ingermanland i over 400 år siden den svenske periode. De havde immigreret der fra Finland og Det Karelske Næs og begyndte efterhånden at henvise til sig selv som Ingermanland-finner. I 1919 var den Ingermanland-finske befolkning 132.000 i Ingermanland og yderligere 10.000 i Petrograd. Den finsk-sovjetiske fredsaftale fra 1920 havde givet Ingermanland-finnerne en vis grad af national autonomi. Et nationalt distrikt blev oprettet i 1928, og finsk blev brugt i skoler, radio og administration.

## Deportationer
Sovjetundertrykkelsen af de ingermanlandske finner startede samtidig med den tvungne kollektivisering i Sovjetunionen i 1928. Mellem 1929 og 1931 deporterede de sovjetiske myndigheder 18.000 mennesker fra områder nær den finske grænse, der rummede op til 16% af den samlede ingermanland-finske befolkning. Alle resterende finner i fire grænsesogne blev deporterede i 1936 og erstattet med russere. I 1937 blev alle finsksprogede skoler, publikationer, udsendelser og ingermanlandske lutherske kirker lukket. I løbet af 1937-1938 blev omkring 4.000 Ingermanland-finner skudt og over 10.000 deporteret til fængselslejre. I 1939 var den ingermanland-finske befolkning faldet til omkring 50.000, hvilket var omkring 43% af befolkningstallet i 1928, og det Ingermanland-finske selvstyreområde blev nedlagt.
Efter den tyske invasion af Sovjetunionen og begyndelsen af Belejringen af Leningrad begyndte alle de 20.000 Ingermanland-finner der var tilbage i Sovjet-kontrolleret område i begyndelsen af 1942 at blive deporteret til Sibirien. De fleste af Ingermanland-finnerne sammen med votere og ingrere, der boede i tyskbesat område, blev evakueret til Finland i 1943-1944. Efter, at Finland søgte fred med Sovjetunionen, blev det tvunget til at udlevere de evakuerede. Sovjetiske myndigheder tillod ikke de 55.733 mennesker, der blev overdraget i forbindelse med udleveringen, at bosætte sig i Ingermanland, men deporterede dem i stedet til de centrale regioner i Rusland. De vigtigste områder af de Ingermanland-finske tvangsbosættelser blev lagt i de indre områder af Sibirien, det centrale Rusland og Tadsjikistan.

## Efterspil
Deportationerne førte til den hurtige etniske assimilering af Ingermanland-finnerne. Efter 1956 var tilbagevenden til Ingermanland officielt tilladt, men umulig i praksis. Som følge heraf bosattes mange i de nærliggende regioner i Estland og Karelen. I 1989 var der 18.000 finner i Ingermanland og Leningrad, og i alt 67.813 i hele Sovjetunionen, hvor kun 34,7 % erklærede at have finsk som deres hovedsprog. Ingermanland-finner og andre finnere blev ikke differentieret i den officielle folketælling. Med Sovjetunionens sammenbrud begyndte forsøgene at genoplive det arktiske finske kulturliv i Ingermanland, men samtidig flyttede mange af dem til Finland.